# Banco Internacional do Funchal
Banco Internacional do Funchal (BANIF), est une banque portugaise internationale présente en Europe, aux Amériques et en Afrique.  

## Histoire
BANIF a été fondée le 15 janvier 1988 à partir des actifs de la banque Caixa Económica do Funchal. Elle a ouvert des comptoirs au Venezuela et en Afrique du Sud en 1995 ; elle a ouvert des bureaux à São Paulo (Brésil) en 1996 et à San Ġiljan (Malte) en 2008.
En décembre 2015, le gouvernement portugais après avoir nationalisé à 60 % la banque, la vend pour 150 millions d'euros à Santander. La transaction s'accompagne d'une restructuration de la Banif pour un coût de 2,2 milliards à la charge de l'État portugais.

## Filiales

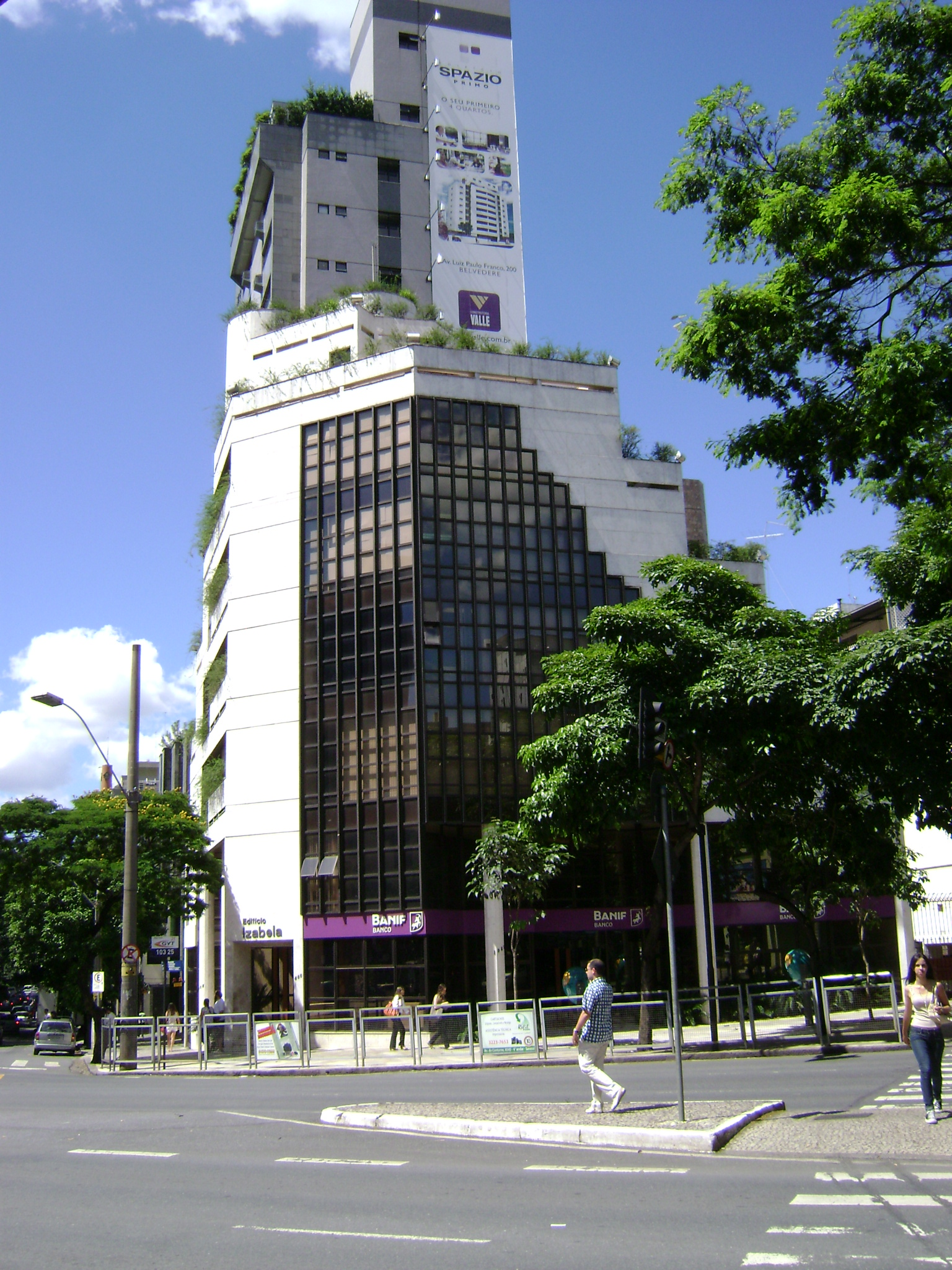
BANIF à Belo Horizonte

- SGM - Sociedade Gestora de Fundos de Pensões Mundial, S.A. (1989)
- Ascor Dealer - Sociedade Financeira de Corretagem, S.A. (1989)
- Mundileasing - Sociedade de Locação Financeira, S.A. (1990)
- Mundicre - Sociedade Financeira para Aquisições a Crédito, S.A. (1991)
- Banifundos - Sociedade Gestora de Fundos de Investimento Mobiliário, S.A. (1991)
- Invesfeiras - Investimentos Imobiliários, S.A. (1991)
- BANIF - Investimentos - S.G.P.S., S.A. (1992)
- Banifólio - Sociedade Gestora de Patrimónios, S.A. (1992)
- BANIF - Banco Internacional do Funchal (Cayman), Ltd. (1993)
- Açoreana Seguros (1996)
- Banco Comercial dos Açores (1996)
- BANIFServ Agrupamento Complementar de Empresas de Serviços, Sistemas e Tecnologias de Informação (1997)
- BANIF - Banco de Investimento, S.A. (2000)
- BANIF Financial Services, Inc. (2001)
- BANIF Mortgage Company (2002)